# Paraletharchus pacificus
Paraletharchus pacificus is een  straalvinnige vissensoort uit de familie van slangalen (Ophichthidae). De wetenschappelijke naam van de soort is voor het eerst geldig gepubliceerd in 1916 door Osburn & Nichols.
De soort staat op de Rode Lijst van de IUCN als niet bedreigd, beoordelingsjaar 2007.